# Super Dave Osborne
Super Dave Osborne is een personage gecreëerd en gespeeld door de Amerikaanse komiek Bob Einstein. Hij is een onbekwame en zelfingenomen stuntman, die regelmatig geblesseerd raakt als zijn stunts verkeerd gaan.

## Optredens
Super Dave trad voor het eerst op bij The John Byner Comedy Hour, een Amerikaanse televisieserie uit 1972. Einstein speelde verschillende keren als zijn personage in de van korte duur zijnde serie Van Dyke and Company met Dick Van Dyke. 
Zijn eerste grote optreden was in de Amerikaanse televisieserie Bizarre uit de jaren tachtig. Ook was hij regelmatig te gast bij Late Night With David Letterman.
In 1987 kreeg hij zijn eigen show genaamd Super Dave, gevolgd in 1992 door de tekenfilmserie Super Dave: Daredevil for Hire uitgezonden door FOX. In 1995 speelde hij in Super Dave's Vegas Spectacular en in 1997 in Super Dave's All Stars. Super Dave speelde ook in een film uitgebracht in 2000, The Extreme Adventures of Super Dave.
Super Dave speelde ook in een Nike reclame in 1990. In een reclame treedt hij samen op met Reggie Miller en in andere met Gerald Wilkins (beide verkeerd genoemd door Super Dave; Roger en Harold).

## Het personage
Super Dave is zogenaamd een "bewezen" stuntman, alhoewel hij zelden slaagt als hij een stunt uitvoert voor de camera. Zijn handelsmerk is het uitvoeren van overdreven grote stunts, die steevast misgaan en resulteren in grote verwondingen. Nadat hij gewond raakt, komt hij meestal uitgerekt, zonder ledematen, of anderszins gewond terug. Als er iets zwaars op hem gevallen was, zag je vaak zijn hoofd, met helm of honkbalpet, boven een paar schoenen zonder lichaam. 
Hij wordt vaak vergezeld op zijn verschillende stunts door zijn goede vriend, sidekick en assistent stuntcoördinator Fuji Hakayito, gespeeld door komiek Art Irizawa. Fuji is meestal degene die de stunt in beweging zet. 
Super Dave is ook de inspiratie en hoofd van de fictieve "Super Dave Compound" — een combinatie van recreatieoord/themapark/leercentrum/enz. (eigenlijk wat er die aflevering nodig is).
Andere handelsmerken van Super Dave zijn zijn regelmatige "thumbs-ups" en zijn vele uniformen, de meeste in de kleuren van de Amerikaanse vlag (rood, wit, blauw), gele sterren en strepen, vergelijkbaar met wat Evel Knievel draagt. Vaak gebruikte uitdrukkingen zijn: "sensational", "putz" en "new pain".

## Trivia
- Hij wordt meestal "Super" genoemd in plaats van "Dave". Mike Walden noemt hem vaker "The Super One".
- Hij heeft altijd een hoofddeksel op - meestal een honkbalpet of helm.
- Super Dave’s bloed heeft nog nooit gevloeid, zelfs niet als een stunt compleet fout gaat.
- Hij beweert vaak dat zijn jas gemaakt is van "onvervalste Saskatchewan zeehondenhuid" — De grap is dat de Canadese provincie Saskatchewan ingesloten is door land, geen kust heeft en dus ook geen zeehonden. Daarnaast wordt er ook vaak beweerd dat de riemen waarmee hij wordt vastgebonden bij zijn stunts gemaakt zijn van hetzelfde "onvervalste Saskatchewan zeehondenhuid".